# Chloeres variifrons
Chloeres variifrons là một loài bướm đêm trong họ Geometridae.